# Kanton Wormhout
Kanton Wormhout (francouzsky Canton de Wormhout) je francouzský kanton v departementu Nord v regionu Nord-Pas-de-Calais. Tvoří ho 11 obcí.

## Obce kantonu
- Bollezeele
- Broxeele
- Esquelbecq
- Herzeele
- Lederzeele
- Ledringhem
- Merckeghem
- Nieurlet
- Volckerinckhove
- Wormhout
- Zegerscappel